# زاستوپ
زاستوپ (به صربی: Zastup) یک منطقهٔ مسکونی در صربستان است که در پریژپولجه واقع شده‌است. زاستوپ ۱۲۸ نفر جمعیت دارد.